# Магистрала 21 на САЩ
Магистрала 21 на САЩ (на английски: United States Route 21) е пътна магистрала, част от Магистралната система на Съединените щати преминаваща през щатите Южна Каролина, Северна Каролина и Вирджиния. Обща дължина 393,4 мили (631,8 km), от които в Южна Каролина 234,1 мили (375,5 km), в Северна Каролина 124,3 мили (200,0 km), във Вирджиния 35 мили (56,3 km).
Магистралата започва на източното крайбрежие на остров Хънтинг, разположен в южната част на щата Южна Каролина. Преминава през окръжния център Бюфърт, завива на север и пресича централната част на щата, преминава през столицата Колумбия и след 376 km навлиза в Северна Каролина. На протежение от 200 km пресича западната част на щата, като минава през град Шарлът. На 10 km северно от окръжния център Спарта напуска Южна Каролина, преминава в западната част на щата Вирджиния и след 56 km завършва в центъра на град Уитвил при 1235 km на Магистрала 11 на САЩ.
От Магистрала 21 на САЩ се отделят 4 магистрали, които също са от магистралната система на Съединените щати:
- Магистрала 221  в щатите Флорида, Джорджия, Южна Каролина и Северна Каролина 734 мили (1181 km);
- Магистрала 321  в щатите Южна Каролина, Северна Каролина и Тенеси 517 мили (832 km);
- Магистрала 421  в щатите Северна Каролина, Тенеси, Вирджиния, Кентъки и Индиана 941 мили (1514 km);
- Магистрала 521  в щатите Южна Каролина и Северна Каролина 177 мили (285 km).

| Щат              | мили  | km    | Градове (центрове на окръзи), граници, реки и др. | Щат       | мили  | km    | Градове (центрове на окръзи), граници, реки и др. |
| ---------------- | ----- | ----- | ------------------------------------------------- | --------- | ----- | ----- | ------------------------------------------------- |
| Южна Каролина    |       |       |                                                   |           | 51,9  | 83,5  | гр. Стейтсвил                                     |
|                  | 0,0   | 0,0   | о. Хънтинг                                        |           | 118,2 | 190,2 | гр. Спарта                                        |
|                  | 24,1  | 38,8  | гр. Бюфърт                                        |           | 124,3 | 200,0 | граница с Вирджиния                               |
|                  | 107,7 | 173,3 | гр. Оринджбърг                                    | Вирджиния | 358,4 | 575,5 |                                                   |
|                  | 149,8 | 241,1 | гр. Колумбия                                      |           | 0,0   | 0,0   | граница със Северна Каролина                      |
|                  | 234,1 | 375,5 | граница със Северна Каролина                      |           | 3,9   | 6,3   | гр. Индипендънс                                   |
| Северна Каролина | 234,1 | 375,5 |                                                   |           | 35,0  | 56,3  | гр. Уайтвил, 1235 km на Магистрала 11             |
|                  | 0,0   | 0,0   | граница с Южна Каролина                           | Общо      | 393,4 | 631,8 |                                                   |
|                  | 9,5   | 15,3  | гр. Шарлът                                        |           |       |       |                                                   |